# Riserva naturale orientata Cavagrande del Cassibile

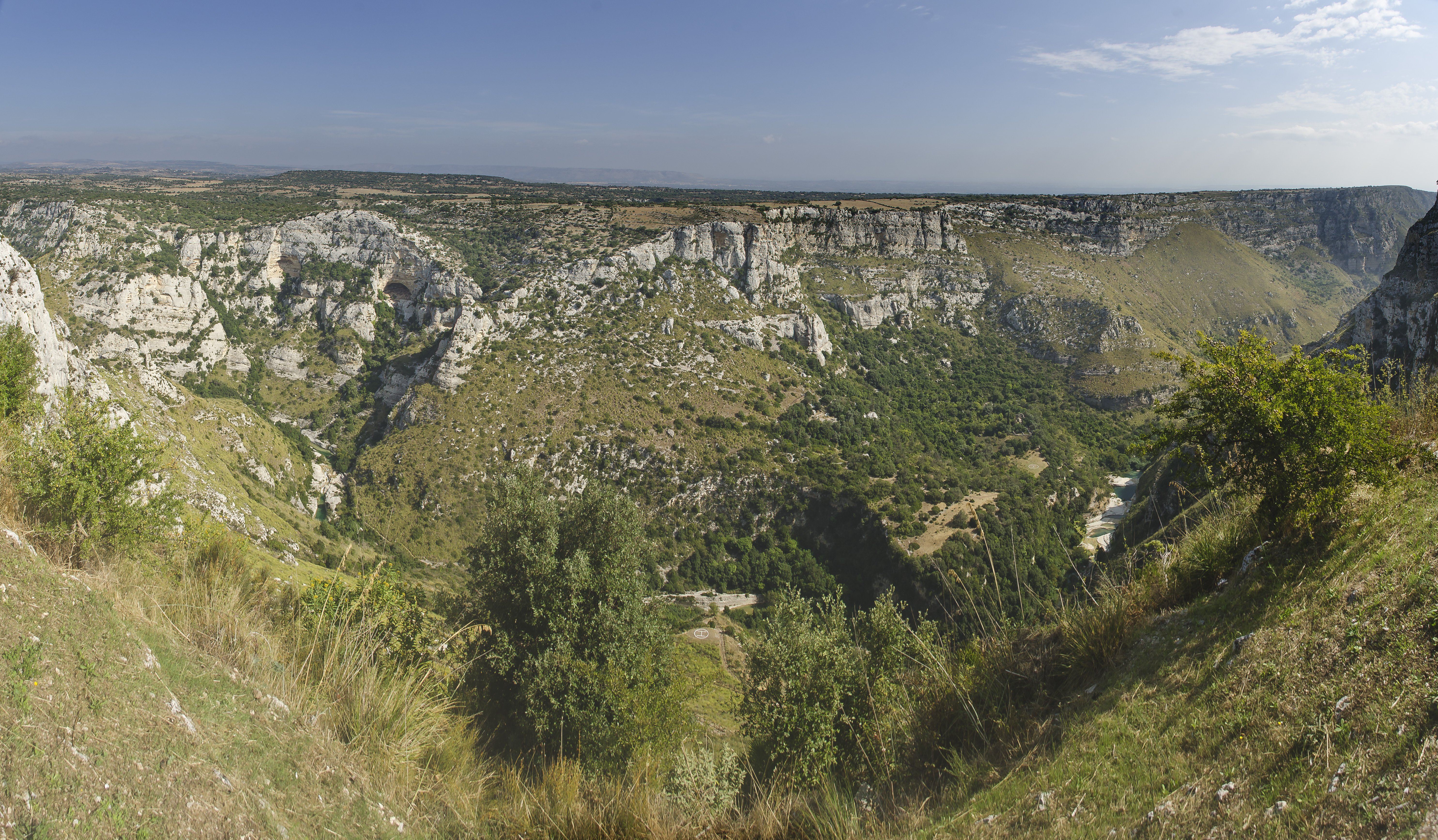
Blick auf das Naturschutzgebiet

Das Riserva Naturale orientata Cavagrande del Cassibile ist ein Naturschutzgebiet im Südosten Siziliens im Freien Gemeindekonsortium Syrakus.

## Lage und Entstehung

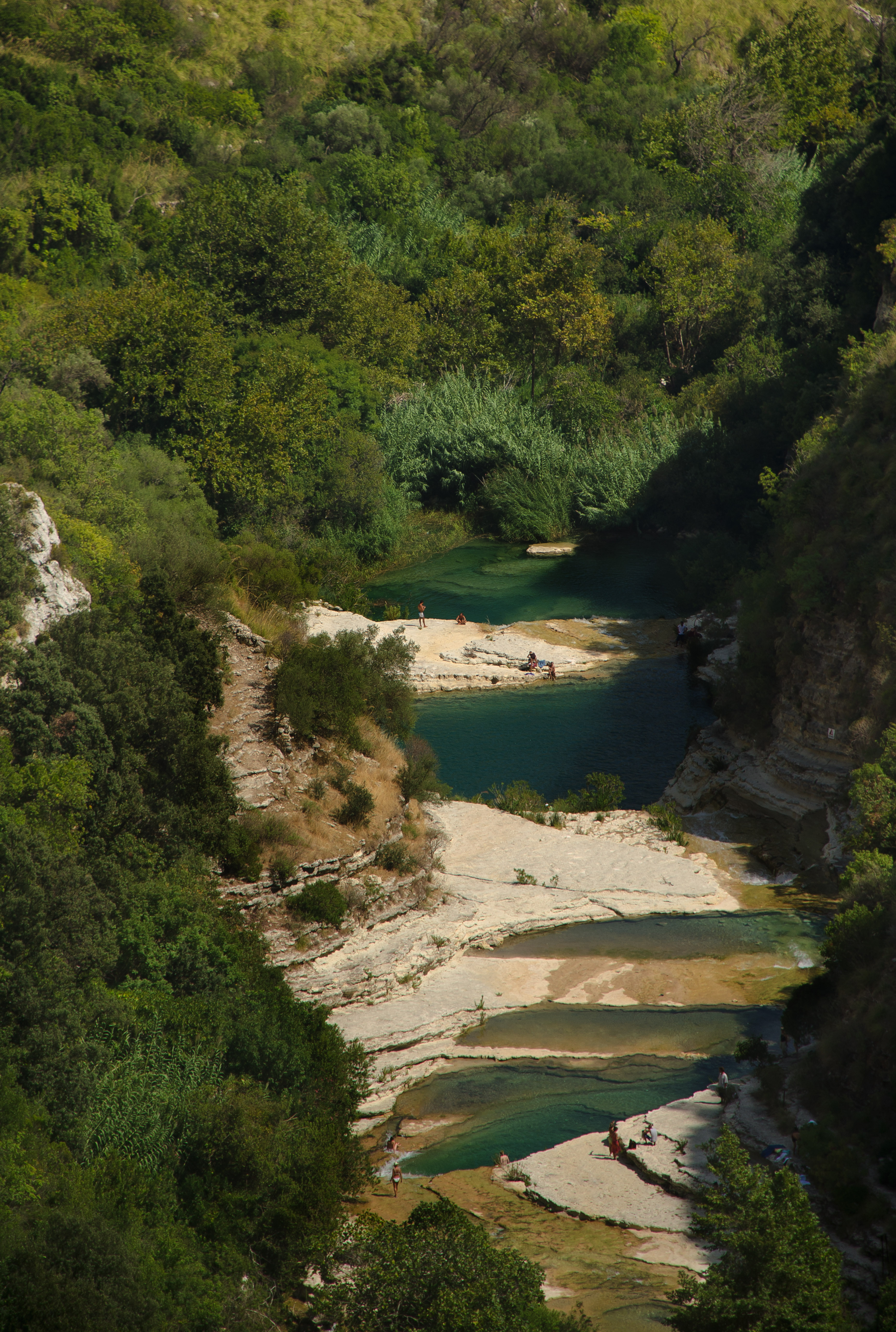
Blick auf die laghetti

Knapp zehn Kilometer nördlich der Stadt Avola liegt das vom Fluss Cassibile ca. 250 Meter tief in einen Ausläufer der Monti Iblei geschnittene Tal Cavagrande, ein Canyon von ca. 10 Kilometer Länge mit ost-westlichem Verlauf. Der Fluss hat über Jahrmillionen sein Bett in den Kalkstein gegraben und dabei eine Folge von Wasserbecken (laghetti) und Wasserfällen (cascate) bzw. Überläufen geschaffen. Die Ufer bestehen zum Teil aus terrassenartigen Steinplatten, die für Wanderer und Erholungsuchende an vielen Stellen einen leichten Zugang ans und über das Wasser ermöglichen.
Seit 1984 steht das Gebiet unter Naturschutz, seit 1990 ist es offiziell ein Naturreservat mit einer Fläche von ca. 2.700 Hektar, davon sind ca. 900 Hektar der streng geschützten Zone A zuzurechnen, ca. 1.800 Hektar sind als Zone B mit weniger strengen Schutzvorschriften ausgewiesen.

## Geschichte

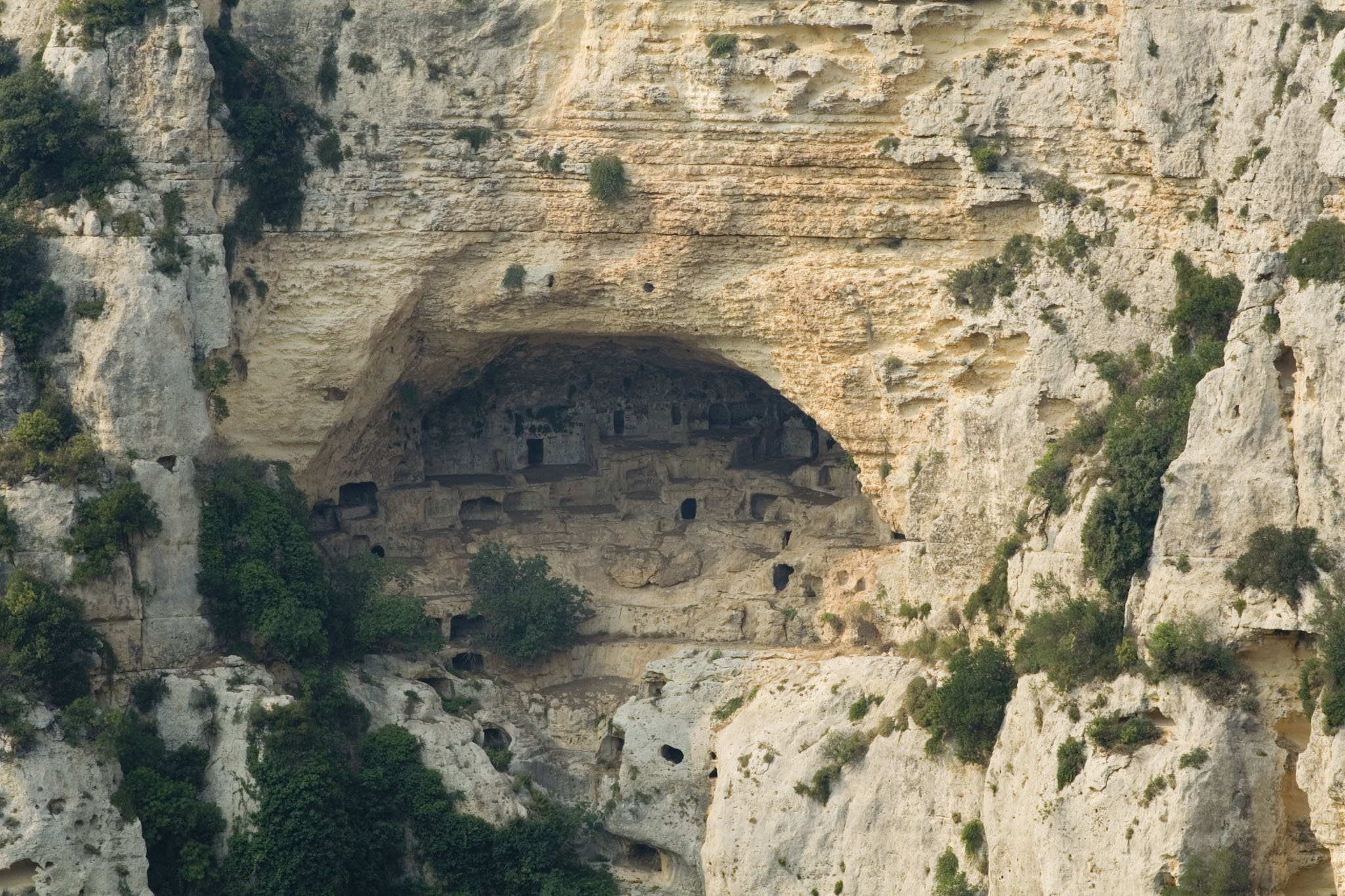
Die sikelische Nekropole

Aufgrund der Unzugänglichkeit des Tals wurden bereits im 13. Jahrhundert v. Chr. zwei kleine Ansiedlungen in den Fels geschlagen. Später, vom 11. bis 8. Jahrhundert v. Chr., bestand eine Nekropole, ähnlich der nahe gelegenen in Pantalica. Der an einer nördlichen Steillage des Tals gelegene archäologische Fundort von einigen hundert Kammergräbern lieferte eine große Zahl von wertvollen Grabbeigaben aus Keramik. Im frühen Mittelalter wurden die Höhlen, ebenfalls eine Parallele zu Pantalica, von geflohenen byzantinischen Christen als Versteck vor den islamischen Besatzern (Sarazenen) genutzt. In dieser Zeit wurden die Grabhöhlen zum Teil in Wohnhöhlen umgewandelt, es entstanden auch kleine Kapellen, die oft noch lange nach Abbruch der Besiedelung genutzt wurden.

## Flora

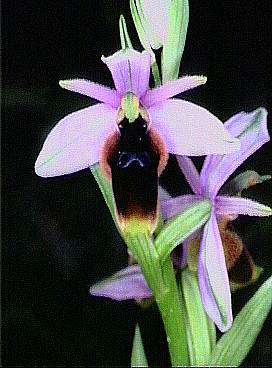
Die Halbmond-Ragwurz (Ophrys lunulata) ist in Sizilien endemisch.

Die Flora der Cavagrande ist vielfältig, sie umfasst ca. 400 Arten, von denen einige endemisch sind.
Besonders interessant im Gebiet der Ibleischen Berge ist das Felsen-Halskraut (Trachelium lanceolatum). Weitere lokale Pflanzen sind das behaarte Zimbelkraut (Cymbalaria pubescens), Zahntrost (Odontites bocconei), Halbmond-Ragwurz (Ophrys lunulata), das sizilische Löwenmaul (Antirrhinum siculum) und die halbstrauchige Ringelblume (Calendula suffruticosa). Als typisch mediterrane Pflanzen finden sich Zwergpalme (Chamaerops humilis), Strauch-Gamander (Teucrium fruticans), dornige Bibernelle (Sarcopoterium spinosum), dreilappiger Salbei (Salvia triloba), Strauch-Brandkraut (Phlomis fruticosa), Ferulago nodosa, langsporniges Knabenkraut (Orchis longicornu) sowie die morgenländische Platane (Platanus orientalis). Auch die seltene Ragwurzart Ophrys exaltata kommt hier vor. Für die Gegend ungewöhnlich, aber dort zu finden sind das kleine Schneeglöckchen (Galanthus nivalis), mandelblättrige Wolfsmilch (Euphorbia amygdaloides) und die eher in Westsizilien vorkommende Taubnesselart Lamium flexuosum sowie der tropische gebänderte Saumfarn (Pteris vittata).

## Fauna

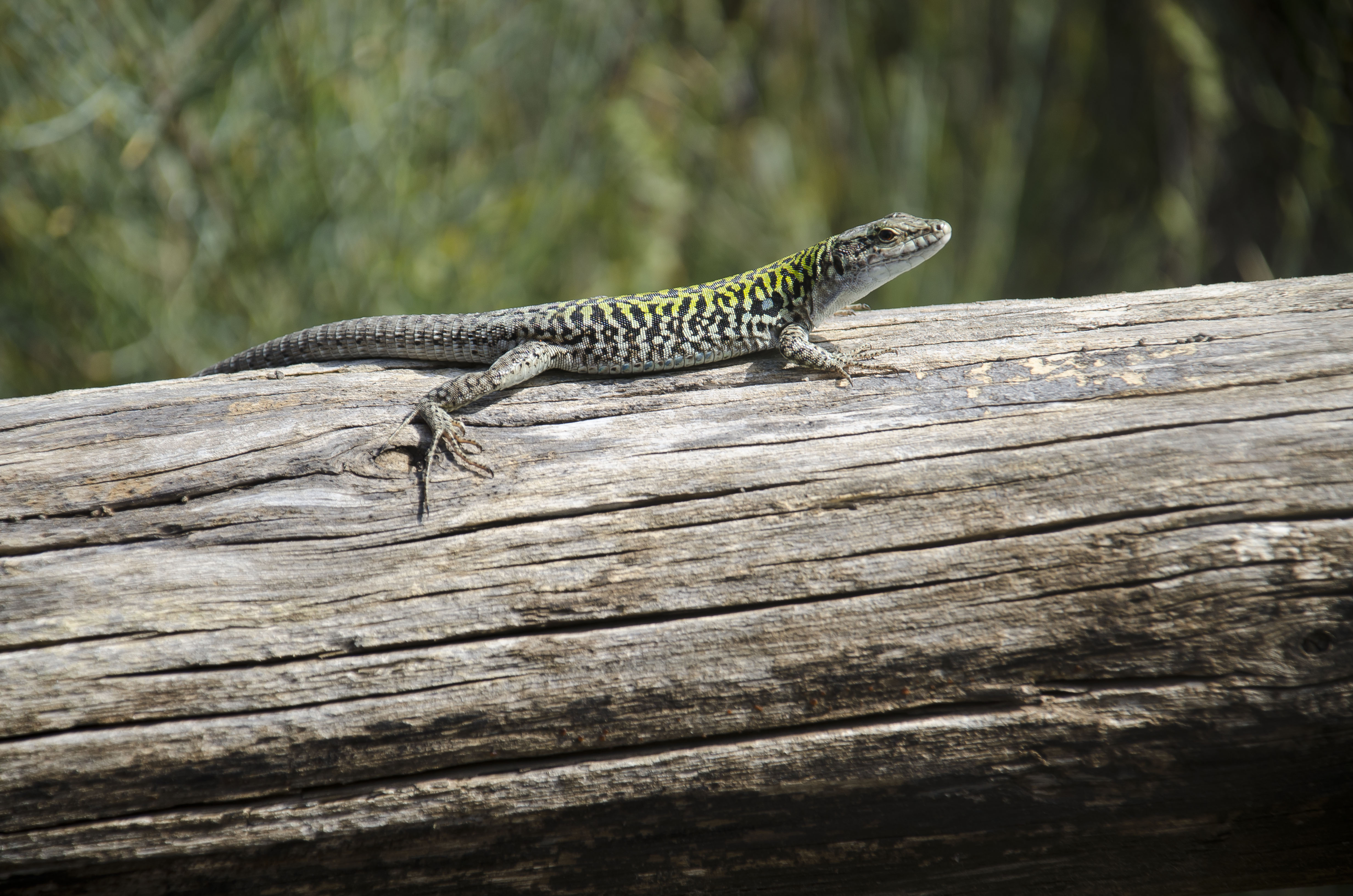
Ruineneidechse (Podarcis siculus)

Die am häufigsten anzutreffenden Wirbeltiere sind Eidechsen, z. B. die Ruineneidechse Podarcis siculus. Eine Besonderheit der Vogelwelt ist die endemische Art der sizilischen Schwanzmeise (Aegithalos caudatus siculus). Auch der Wanderfalke (Falco peregrinus), der in Sizilien jedoch kaum nistet, ist zu beobachten. Allerdings sind auch etliche Höhlen- und Bodenbewohner zu finden, die für die Ibleischen Berge typisch sind: gewöhnliches Stachelschwein (Hystrix cristata), Baummarder (Martes martes), Landschildkröten (Testudo hermanni hermanni) und auch Sumpfschildkröten (Emys orbicularis), Leopardnattern (Elaphe situla), gemalte Scheibenzüngler – eine Froschlurchart – (Discoglossus pictus pictus), italienischer Laubfrosch (Hyla intermedia) und einige andere. Wasserbewohner sind eher dünn gesät, es werden kaum Fische gesichtet, im Frühjahr ist das Wasser dagegen voller Kaulquappen.